# Interstate 71
L'Interstate 71 (I-71) est une autoroute inter-États qui traverse les États du Kentucky et de l'Ohio. Au sud, elle entame son parcours à Louisville, au niveau de la jonction avec l'I-64 et de l'I-65. Au nord, elle termine sa route près de Cleveland, à la jonction avec l'I-90. Au sud de Cincinnati, elle croise l'I-75 et forme un multiplex avec celle-ci jusqu'au centre-ville de Cincinnati. Les aires métropolitaines importantes desservies par l'I-71 incluent Louisville, Cincinnati, Columbus et Cleveland.
Près des trois quarts de la route se situent à l'est de l'I-75, ce qui place l'I-71 hors des normes habituelles des autoroutes inter-États.

## Description du tracé
|       | mi     | km     |
| ----- | ------ | ------ |
| KY    | 97,42  | 156,78 |
| OH    | 248,15 | 399,36 |
| Total | 345,57 | 556,14 |

### Kentucky

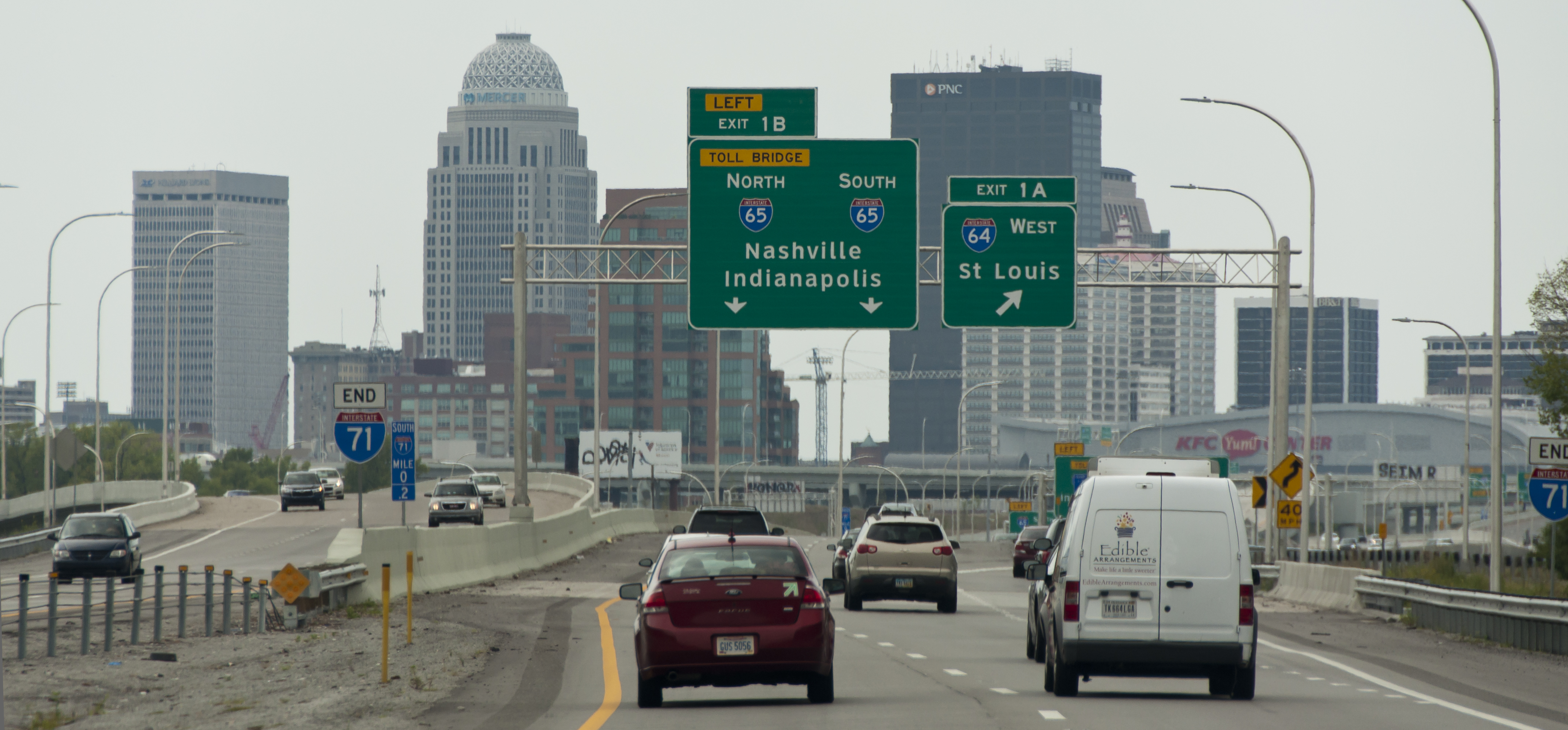

Au Kentucky, l'I-71 débute à l'est du centre-ville de Louisville à l'échangeur avec l'I-64 et l'I-65. Depuis Louisville, elle suit partiellement la rivière Ohio dans un tracé diagonal vers le nord du Kentucky. Entre Louisville et Cincinnati, l'I-71 compte majoritairement quatre voies.
Après avoir parcouru 77 miles (124 km) depuis Louisville, l'I-71 se joint à l'I-75 près de Walton et les deux autoroutes forment un multiplex. Elles rencontrent ensuite l'I-275, la route de ceinture de Cincinnati. Après avoir passé par Covington, l'autoroute traverse la rivière Ohio via le niveau inférieur du Brent Spence Bridge (tandis que la voie en direction sud utilise le niveau supérieur) et continue à Cincinnati, Ohio.

### Ohio

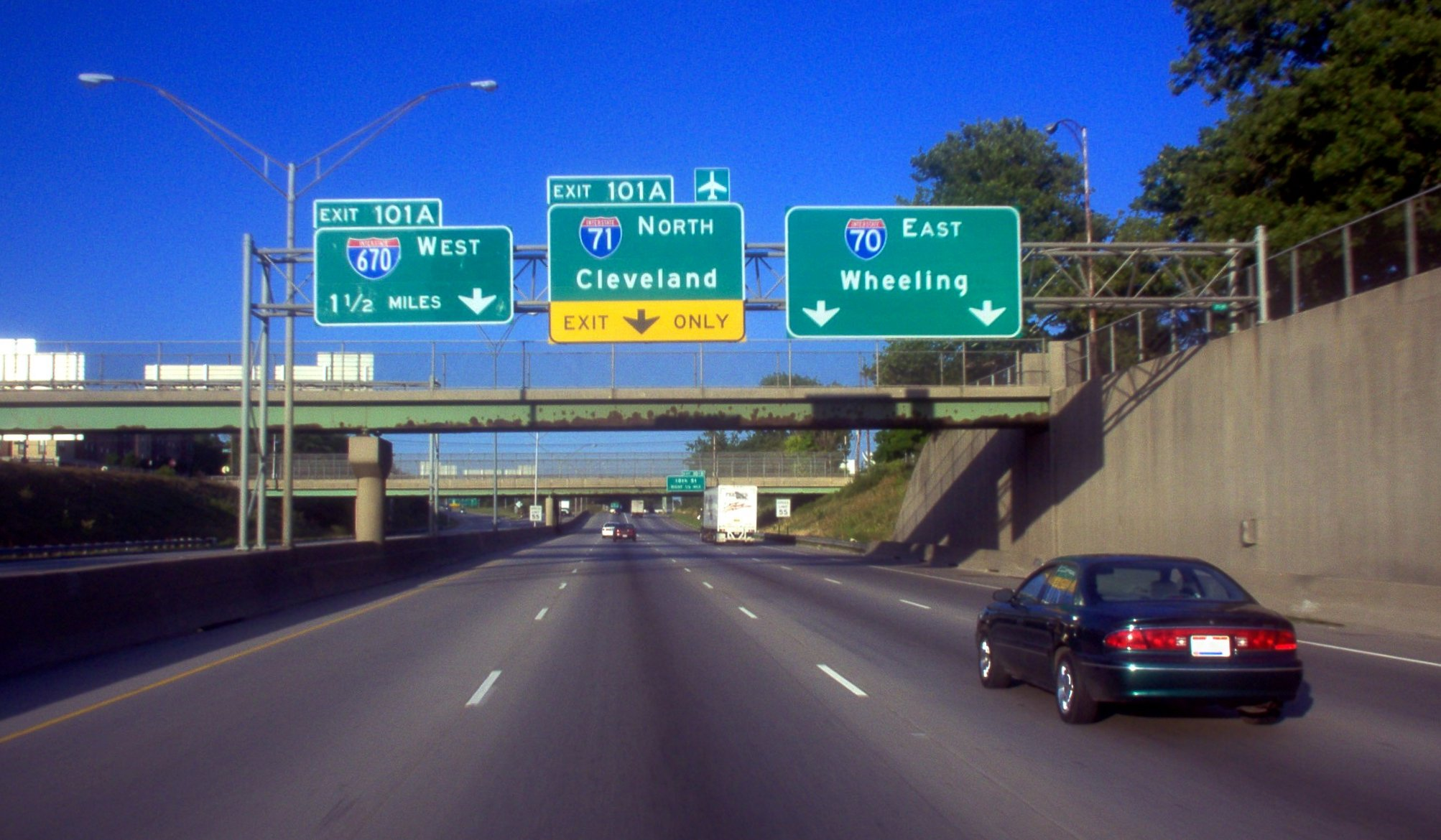
Jonction avec l'I-70 à Columbus.

À Cincinnati, l'autoroute se sépare immédiatement de l'I-75 et se dirige à l'est vers Fort Washington Way, où elle continue à travers le centre-ville de Cincinnati en multiplex avec la US 50. À l'est du centre-ville, les deux routes se séparent. L'I-71 se dirige vers le nord et croise l'I-471 qui arrive du sud-est de la ville. L'autoroute s'aligne au nord-est vers les banlieues de Cincinnati. Après un second croisement avec l'I-275, l'autoroute quitte la région métropolitaine de se dirige vers Columbus. Elle continue vers le nord-est jusqu'à ce qu'elle atteigne South Lebanon, où elle s'oriente davantage vers l'est dans les prairies du sud-ouest de l'Ohio. L'I-71 arrive près de Columbus et croise l'I-270 avant d'entrer dans l'aire urbaine de Columbus, où elle croise l'I-70. Environ un mile (1,6 km) au nord de la jonction avec l'I-70, elle rencontre l'I-670. Après une seconde jonction avec l'I-270, l'autoroute quitte Columbus et continue au nord jusqu'à Delaware, où elle se dirige au nord-est. Se dirigeant vers Cleveland, l'I-71 entre dans des comtés ruraux aux limites du Plateau d'Allegheny. Elle croise l'I-76 et rencontre le terminus sud de l'I-271. L'autoroute continue au nord dans le comté de Cuyahoga et les banlieues de Cleveland. Elle y croise aussi l'I-80 / Ohio Turnpike. L'autoroute passe par l'Aéroport international Cleveland-Hopkins et croise l'I-480. Elle se termine finalement à la jonction avec l'I-90 près du centre-ville de Cleveland.

## Liste des sorties

### Kentucky
| Interstate 71                             |                     |                     |                     |                     |                                                                           | |
| Comté                                     | Municipalité        | mi                  | km                  | Sortie              | Intersections / Destinations                                              | Notes |
| Jefferson                                 | Louisville          | 0,00                | 0,00                |                     | I-65 sud – Nashville                                                      | Terminus sud; sortie 137 de l'I-65                                                                                                 |
| Jefferson                                 | Louisville          | 0,00                | 0,00                | 136C                | Jefferson Street – Centre-ville                                           | Sortie direction sud, entrée direction nord; numéro de sortie de l'I-65                                                            |
| Jefferson                                 | Louisville          | 0,00                | 0,00                | 1                   | I-65 nord (Pont à péage) / I-64 ouest – Indianapolis, Saint-Louis         | Indiqué sortie 1A (I-64) et 1B (I-65) en direction sud; pas de numéros en direction nord; sortie 6 de l'I-64; sortie 137 de l'I-65 |
| Jefferson                                 | Louisville          | 0,00                | 0,00                | —                   | I-64 est – Lexington                                                      | Sortie direction nord, entrée direction sud; sortie 5A de l'I-64                                                                   |
| Jefferson                                 | Louisville          | 1,72                | 2,78                | 2                   | Zorn Avenue                                                               | |
| Jefferson                                 | Louisville          | 4,97                | 7,99                | 5                   | I-264 (Watterson Expressway)                                              | Sortie 23 de l'I-264 |
| Jefferson                                 | Louisville          | 9,06                | 14,59               | 9                   | I-265 / KY 841 (en) (Gene Snyder Freeway) vers US 42                      | Indiqué sortie 9A (sud) et 9B (nord); sortie 35 de l'I-265                                                                         |
| Oldham                                    |                     | 14,49               | 23,32               | 14                  | KY 329 (en) – Crestwood, Pewee Valley                                     | |
| Oldham                                    |                     | 17,48               | 28,13               | 17                  | KY 146 (en) – Buckner, Crestwood, Pewee Valley                            | |
| Oldham                                    |                     | 18,51               | 29,78               | 18                  | KY 393 (en) – Buckner                                                     | |
| Oldham                                    | La Grange           | 21,87               | 35,20               | 22                  | KY 53 (en) – La Grange, Ballardsville                                     | |
| Henry                                     | Pendleton           | 27,84               | 44,80               | 28                  | KY 153 (en) vers KY 146 (en) – Sligo, New Castle                          | |
| Henry                                     | Campbellsburg       | 33,51               | 53,92               | 34                  | US 421 – Campbellsburg, New Castle, Bedford                               | |
| Trimble                                   | Pas d'intersections | Pas d'intersections | Pas d'intersections | Pas d'intersections | Pas d'intersections                                                       | Pas d'intersections |
| Carroll                                   |                     | 42,80               | 68,88               | 43                  | KY 389 (en) vers KY 55 (en) – Prestonville, English                       | |
| Carroll                                   |                     | 44,31               | 71,31               | 44                  | KY 227 (en) – Worthville, Carrollton                                      | |
| Gallatin                                  |                     | 54,98               | 88,48               | 55                  | KY 1039 (en) vers KY 465 (en) – Vevay                                     | Desservent Kentucky Speedway |
| Gallatin                                  |                     | 56,67               | 91,21               | 57                  | KY 35 (en) – Sparta, Warsaw                                               | Desservent Kentucky Speedway |
| Gallatin                                  | Glencoe             | 61,77               | 99,42               | 62                  | US 127 – Glencoe, Owenton                                                 | |
| Boone                                     |                     | 72,20               | 116,19              | 72                  | KY 14 (en) – Verona                                                       | |
| Boone                                     |                     | 77,72               | 125,09              | 77                  | I-75 sud – Lexington                                                      | Terminus sud du multiplex avec I-75; sortie 173 de l'I-75                                                                          |
| Boone                                     |                     | 79,56               | 128,03              | 175                 | KY 338 (en) – Richwood                                                    | Les numéros sont ceux de l'I-75 |
| Boone                                     | Florence            | 82,28               | 132,41              | 178                 | KY 536 (en) (Mt. Zion Road)                                               | |
| Boone                                     | Florence            | 84,30               | 135,66              | 180                 | US 42 / US 127 – Union, Florence                                          | |
| Boone                                     | Florence            | 84,69               | 136,30              | 180A                | Mall Road                                                                 | Pas de sortie direction nord |
| Boone                                     | Florence            | 85,45               | 137,52              | 181                 | KY 18 (en) – Florence, Burlington                                         | |
| Boone                                     | Florence            | 86,65               | 139,45              | 182                 | KY 1017 (en) (Turfway Road)                                               | |
| Kenton                                    | Erlanger            | 87,97               | 141,57              | 184                 | KY 236 (en) – Erlanger                                                    | Indiqué sortie 184A (est) et 184B (ouest) en direction sud                                                                         |
| Kenton                                    | Erlanger            | 88,90               | 143,07              | 185                 | I-275 vers I-471 – Aéroport international de Cincinnati-Northern Kentucky | Sortie 84 de l'I-275 |
| Kenton                                    | Fort Mitchell       | 90,54               | 145,71              | 186                 | KY 371 (en) (Buttermilk Pike)                                             | |
| Kenton                                    | Fort Mitchell       | 91,91               | 147,92              | 188                 | US 25 / US 42 / US 127 (Dixie Highway) – Fort Mitchell                    | |
| Kenton                                    | Fort Wright         | 92,87               | 149,46              | 189                 | KY 1072 (en) (Kyles Lane) – Fort Wright, Park Hills                       | |
| Kenton                                    | Covington           | 94,71               | 152,42              | 191                 | 12th Street, Pike Street – Covington                                      | |
| Kenton                                    | Covington           | 95,41               | 153,55              | 192                 | 5th Street – Covington, Newport                                           | |
| Rivière Ohio                              | Rivière Ohio        | 97,42               | 156,78              |                     | I-71 / I-75 nord – Dayton, Columbus                                       | Continue en Ohio |
| - Terminus de multiplex - Accès incomplet |                     |                     |                     |                     |                                                                           | |

### Ohio
| Interstate 71                                          |                                      |                     |                     |                     | | |
| Comté                                                  | Municipalité                         | mi                  | km                  | Sortie              | Intersections / Destinations                                                                                              | Notes |
| Rivière Ohio                                           | Rivière Ohio                         | 0,00                | 0,00                |                     | I-71 / I-75 sud – Louisville, Lexington                                                                                   | Continue au Kentucky |
| Hamilton                                               | Cincinnati                           | 0,22                | 0,35                | —                   | I-75 nord / US 50 ouest – Dayton                                                                                          | Terminus nord du multiplex avec I-75; terminus sud du multiplex avec US 50 |
| Hamilton                                               | Cincinnati                           |                     |                     | 1B                  | Second Street – Centre-ville, Riverfront                                                                                  | |
| Hamilton                                               | Cincinnati                           | 1,11                | 1,79                | —                   | US 50 est (Columbia Parkway) vers I-471 / US 52 – Dayton                                                                  | Terminus nord du multiplex avec US 50; sortie direction nord, entrée direction sud |
| Hamilton                                               | Cincinnati                           | Tunnel Lytle        |                     |                     | | |
| Hamilton                                               | Cincinnati                           | 1,99                | 3,20                | 1A                  | I-471 sud – Newport | Sortie direction sud, entrée direction nord |
| Hamilton                                               | Cincinnati                           | 2,33                | 3,75                | 2                   | US 42 (Reading Road) / Eden Park Drive / Gilbert Avenue / Eighth Street – Ball Park, Paycor Stadium, Heritage Bank Center | Indiqué sortie 2A (US 42) et 2B (Gilbert Street/ 8th Street) en direction sud; Gilbert Street / 8th Street non-indiqués en direction nord, Eden Park Drive non-indiquée en direction sud |
| Hamilton                                               | Cincinnati                           | 3,33                | 5,36                |                     | McMillan Street | Entrée direction nord seulement |
| Hamilton                                               | Cincinnati                           | 3,33                | 5,36                | 3A                  | William Howard Taft Road                                                                                                  | Sortie direction sud seulement |
| Hamilton                                               | Cincinnati                           | 3,33                | 5,36                | 3B                  | Martin Luther King Drive                                                                                                  | |
| Hamilton                                               | Cincinnati                           | 4,46                | 7,18                | 5                   | Dana Avenue / Montgomery Road                                                                                             | |
| Hamilton                                               | Norwood                              | 6,75                | 10,86               | 6                   | SR 561 (en) (Smith Road / Edwards Road)                                                                                   | |
| Hamilton                                               | Cincinnati                           | 8,04                | 12,94               | 8A                  | Ridge Avenue sud | Sortie direction nord, entrée direction sud |
| Hamilton                                               | Cincinnati                           | 8,04                | 12,94               | 8B                  | SR 562 (en) – Norwood | Indiqué sortie 7 en direction sud |
| Hamilton                                               | Columbia Township                    | 8,51                | 13,70               | 8C                  | Ridge Avenue nord | Sortie direction nord, entrée direction sud |
| Hamilton                                               | Columbia Township                    | 8,75                | 14,08               | 8                   | Kennedy Avenue / Ridge Avenue                                                                                             | Sortie direction sud, entrée direction nord |
| Hamilton                                               | Columbia Township                    | 9,91                | 15,95               | 9                   | Red Bank Road – Fairfax                                                                                                   | |
| Hamilton                                               | Silverton                            | 10,68               | 17,19               | 10                  | Stewart Road | Sortie direction nord, entrée direction sud |
| Hamilton                                               | Sycamore Township                    | 11,81               | 19,01               | 11                  | Kenwood Road | Sortie direction nord, entrée direction sud |
| Hamilton                                               | Sycamore Township                    | 12,44               | 20,02               | 12                  | US 22 / SR 3 (en) (Montgomery Road)                                                                                       | |
| Hamilton                                               | Montgomery                           | 14,13               | 22,74               | 14                  | SR 126 (en) (Ronald Reagan Cross County Road)                                                                             | |
| Hamilton                                               | Montgomery                           | 15,80               | 25,43               | 15                  | Pfeiffer Road | |
| Hamilton                                               | Montgomery                           | 17,51               | 28,18               | 17                  | I-275 vers SR 32 (en) / I-75                                                                                              | Indiqué sortie 17A (est) et 17B (ouest) en direction sud; sortie 49 de l'I-275 |
| Limite Hamilton–Warren                                 | Limite township Symmes–Deerfield     | 19,88               | 31,99               | 19                  | Mason Montgomery Road / Fields Ertel Road                                                                                 | |
| Warren                                                 | Mason                                | 23,53               | 37,87               | 24                  | Western Row Road / Kings Island Drive / Innovation Way – Kings Island                                                     | |
| Warren                                                 | Mason                                | 25,30               | 40,72               | 25                  | SR 741 (en) nord (Kings Mills Road) – Mason, Kings Mills, Kings Island                                                    | |
| Warren                                                 | Limite Lebanon–South Lebanon         | 28,33               | 45,59               | 28                  | SR 48 (en) – South Lebanon, Lebanon                                                                                       | |
| Warren                                                 | Turtlecreek Township                 | 32,56               | 52,40               | 32                  | SR 123 (en) – Morrow, Lebanon                                                                                             | |
| Warren                                                 | Washington Township                  | 36,74               | 59,13               | 36                  | Wilmington Road | |
| Clinton                                                | Chester Township                     | 45,11               | 72,60               | 45                  | SR 73 (en) – Waynesville, Wilmington                                                                                      | |
| Clinton                                                | Liberty Township                     | 50,74               | 81,66               | 50                  | US 68 – Xenia, Wilmington                                                                                                 | |
| Greene                                                 | Jefferson Township                   | 58,01               | 93,36               | 58                  | SR 72 (en) – Sabina, Jamestown                                                                                            | |
| Fayette                                                | Octa                                 | 65,33               | 105,14              | 65                  | US 35 – Xenia, Washington Court House                                                                                     | |
| Fayette                                                | Jeffersonville                       | 69,49               | 111,83              | 69                  | SR 41 (en) / SR 734 (en) – South Solon, Jeffersonville, Washington Court House                                            | |
| Fayette                                                | Paint Township                       | 75,03               | 120,75              | 75                  | SR 38 (en) – Bloomingburg, Midway                                                                                         | |
| Madison                                                | Pleasant Township                    | 84,27               | 135,62              | 84                  | SR 56 (en) – Mount Sterling, London                                                                                       | |
| Pickaway                                               | Pas d'intersections                  | Pas d'intersections | Pas d'intersections | Pas d'intersections | Pas d'intersections | Pas d'intersections |
| Franklin                                               | Pleasant Township                    | 94,15               | 151,52              | 94                  | US 62 / SR 3 (en) – Grove City, Orient, Harrisburg                                                                        | |
| Franklin                                               | Jackson Township                     | 97,16               | 156,36              | 97                  | SR 665 (en) (London-Groveport Road)                                                                                       | |
| Franklin                                               | Grove City                           | 98,85               | 159,08              | 99                  | Hoover Road – Grove City                                                                                                  | Échangeur proposé |
| Franklin                                               | Grove City                           | 100,60              | 161,90              | 100                 | Stringtown Road – Grove City                                                                                              | |
| Franklin                                               | Jackson Township                     | 101,68              | 163,64              | 101                 | I-270 – Dayton, Wheeling                                                                                                  | Indiqué sortie 100 en direction nord; sortie 55 de l'I-270 |
| Franklin                                               | Columbus                             | 103,86              | 167,15              | 104                 | SR 104 (en) / Frank Road                                                                                                  | |
| Franklin                                               | Columbus                             | 105,43              | 169,67              | 105                 | Greenlawn Avenue | |
| Franklin                                               | Columbus                             | 106,33              | 171,12              | 106A                | I-70 ouest – Dayton | Sortie direction nord, entrée direction sud; sortie 99A de l'I-70 |
| Franklin                                               | Columbus                             | 106,33              | 171,12              | 106B                | SR 315 (en) nord – Worthington                                                                                            | Sortie 99B de l'I-70 |
| Franklin                                               | Columbus                             | 106,33              | 171,12              | —                   | I-70 ouest – Dayton | Terminus sud du multiplex avec I-70; sortie direction sud, entrée direction nord; sortie 99A de l'I-70; les numéros de sorties sont ceux de l'I-70                                       |
| Franklin                                               | Columbus                             |                     |                     |                     | US 23 (Third Street / Fourth Street) / Fulton Street                                                                      | Nouvel échangeur pour remplacer les sorties 100A-B; n'aura pas de sortie en direction ouest                                                                                              |
| Franklin                                               | Columbus                             | 107,07              | 172,31              | 100A                | US 23 sud (High Street) / Front Street                                                                                    | Pas d'entrée direction nord; sortie direction sud via sortie 100B |
| Franklin                                               | Columbus                             | 107,41              | 172,86              | 100B                | US 23 nord / US 33 (3rd et 4th Streets) / Livingston Avenue                                                               | |
| Franklin                                               | Columbus                             | 107,90              | 173,65              | 101B                | Parsons Avenue | Sortie direction nord seulement |
| Franklin                                               | Columbus                             | 107,90              | 173,65              | 107                 | I-70 est | Terminus nord du multiplex avec I-70; sortie 101A de l'I-70 |
| Franklin                                               | Columbus                             | 108,20              | 174,13              | 108A                | Main Street | Pas de sortie en direction nord |
| Franklin                                               | Columbus                             | 108,63              | 174,82              | 108B                | US 40 (W. Broad Street)                                                                                                   | Sortie direction nord, entrée direction sud |
| Franklin                                               | Columbus                             | 109,16              | 175,68              | 109A                | I-670 – Aéroport, Dayton                                                                                                  | Sortie direction nord, entrée direction sud; sortie 5 de l'I-670 |
| Franklin                                               | Columbus                             | 108,93              | 175,31              | 109B                | Spring Street – Centre-ville                                                                                              | Sortie direction sud, entrée direction nord |
| Franklin                                               | Columbus                             | 109,61              | 176,40              | 109A                | I-670 est – Aéroport | Sortie direction sud, entrée direction nord; sortie 5 de l'I-670 |
| Franklin                                               | Columbus                             | 110,16              | 177,29              | 110A                | Fifth Avenue | Pas de sortie en direction nord |
| Franklin                                               | Columbus                             | 110,68              | 178,12              | 110B                | 11th Avenue | |
| Franklin                                               | Columbus                             | 111,15              | 178,88              | 111                 | 17th Avenue | |
| Franklin                                               | Columbus                             | 112,33              | 180,78              | 112                 | Hudson Street | |
| Franklin                                               | Columbus                             | 112,98              | 181,82              | 113                 | Weber Road | |
| Franklin                                               | Columbus                             | 113,46              | 182,60              | 114                 | North Broadway | |
| Franklin                                               | Columbus                             | 114,53              | 184,32              | 115                 | Cooke Road (Indianola Avenue)                                                                                             | |
| Franklin                                               | Columbus                             | 115,58              | 186,01              | 116                 | Morse Road / Sinclair Avenue                                                                                              | |
| Franklin                                               | Columbus                             | 117,53              | 189,15              | 117                 | SR 161 (en) (Dublin-Granville Road)                                                                                       | |
| Franklin                                               | Columbus                             | 119,21              | 191,85              | 119                 | I-270 – Dayton, Wheeling                                                                                                  | Indiqué sortie 119A (est) et 119B (ouest) en direction sud; sortie 26 de l'I-270 |
| Limite Franklin–Delaware                               | Columbus                             | 121,45              | 195,45              | 121                 | SR 750 (en) (Polaris Parkway) / Gemini Place / Ikea Way                                                                   | |
| Delaware                                               | Orange Township                      | 124,00              | 200,00              |                     | Big Walnut Road | Futur échangeur |
| Delaware                                               | Berkshire Township                   |                     |                     |                     | Sunbury Parkway | Futur échangeur |
| Delaware                                               | Berkshire Township                   | 130,64              | 210,24              | 131                 | US 36 / SR 37 (en) – Delaware, Sunbury                                                                                    | |
| Morrow                                                 | Bennington Township                  | 140,15              | 225,55              | 140                 | SR 61 (en) – Sunbury, Mount Gilead, Galion                                                                                | |
| Morrow                                                 | Limite township Chester–Franklin     | 151,09              | 243,16              | 151                 | SR 95 (en) – Fredericktown, Mount Gilead                                                                                  | |
| Richland                                               | Limite Washington Township–Bellville | 165,25              | 265,94              | 165                 | SR 97 (en) – Lexington, Bellville                                                                                         | |
| Richland                                               | Limite Washington Township–Mansfield | 168,81              | 271,67              | 169                 | SR 13 (en) – Mansfield, Bellville                                                                                         | |
| Richland                                               | Madison Township                     | 172,97              | 278,37              | 173                 | SR 39 (en) – Mansfield, Lucas                                                                                             | |
| Richland                                               | Mifflin Township                     | 176,91              | 284,71              | 176                 | US 30 – Mansfield, Wooster                                                                                                | |
| Ashland                                                | Montgomery Township                  | 186,71              | 300,48              | 186                 | US 250 – Ashland, Wooster                                                                                                 | |
| Wayne                                                  | Congress Township                    | 196,31              | 315,93              | 196                 | SR 301 (en) – West Salem                                                                                                  | Sortie direction nord, entrée direction sud |
| Wayne                                                  | Congress Township                    | 197,92              | 318,52              | 198                 | SR 539 (en) – West Salem, Congress                                                                                        | |
| Medina                                                 | Harrisville Township                 | 203,89              | 328,13              | 204                 | SR 83 (en) – Lodi, Wooster                                                                                                | |
| Medina                                                 | Westfield Township                   | 209,51              | 337,17              | 209                 | I-76 est / US 224 – Lodi, Akron                                                                                           | Indiqué sortie 209A (I-76 / US 224 est) et 209B (US 224 ouest); terminus ouest de l'I-76; sortie 1 de l'I-76                                                                             |
| Medina                                                 | Medina Township                      | 218,86              | 352,22              | 218                 | SR 18 (en) – Akron, Medina                                                                                                | |
| Medina                                                 | Medina Township                      | 220,71              | 355,20              | 220                 | I-271 nord – Érié | Sortie direction nord, entrée direction sud |
| Medina                                                 | Medina Township                      | 222,91              | 358,74              | 222                 | SR 3 (en) – Hinckley, Medina                                                                                              | |
| Medina                                                 | Brunswick                            | 226,03              | 363,76              | 226                 | SR 303 (en) – Brunswick, Hinckley                                                                                         | |
| Cuyahoga                                               | Strongsville                         | 231,26              | 372,18              | 231                 | SR 82 (en) (Royalton Road) – Strongsville, North Royalton                                                                 | Indiqué sortie 231A (est) et 231B (ouest) en direction sud |
| Cuyahoga                                               | Strongsville                         | 233,06              | 375,07              | 233                 | I-80 / Ohio Turnpike – Toledo, Youngstown                                                                                 | Sortie 161 de l'I-80 |
| Cuyahoga                                               | Middleburg Heights                   | 234,21              | 376,92              | 234                 | US 42 – Strongsville, Parma Heights                                                                                       | |
| Cuyahoga                                               | Middleburg Heights                   | 235,37              | 378,79              | 235                 | Bagley Road – Berea, Middleburg Heights                                                                                   | |
| Cuyahoga                                               | Brook Park                           | 237,53              | 382,27              | 237                 | Snow Road / Engle Road – Aéroport                                                                                         | Indiqué sortie 237A (est) et 237B (ouest / Engle Road) en direction sud |
| Cuyahoga                                               | Limite Brook Park–Cleveland          | 238,77              | 384,26              | 238                 | I-480 – Aéroport, Toledo, Youngstown                                                                                      | Sortie direction nord, entrée direction sud; sortie 11 de l'I-480 |
| Cuyahoga                                               | Cleveland                            | 239,26              | 385,05              | 239                 | SR 237 (en) sud – Aéroport, Berea                                                                                         | Sortie direction sud, entrée direction nord |
| Cuyahoga                                               | Cleveland                            | 240,57              | 387,16              | 240                 | W. 150th Street | |
| Cuyahoga                                               | Cleveland                            | 241,85              | 389,22              | 242A                | W. 130th Street | Indiqué sortie 242 en direction sud |
| Cuyahoga                                               | Limite Cleveland–Linndale            | 242,41              | 390,12              | 242B                | Bellaire Road | Sortie direction nord, entrée direction sud |
| Cuyahoga                                               | Cleveland                            | 244,50              | 393,50              | 244                 | Denison Avenue / W. 65th Street                                                                                           | Sortie direction nord, entrée direction sud |
| Cuyahoga                                               | Cleveland                            | 245,48              | 395,06              | 245                 | US 42 (Pearl Road / W. 25th Street) / Fullton Road                                                                        | |
| Cuyahoga                                               | Cleveland                            | 246,60              | 396,90              | 246                 | SR 176 (en) sud – Parma                                                                                                   | Sortie direction sud, entrée direction nord |
| Cuyahoga                                               | Cleveland                            | 246,98              | 397,48              | 247                 | I-90 ouest / Interstate 490 est / W. 14th Street / Clark Avenue / Steelyard Drive                                         | Sortie direction nord, entrée direction sud; sortie 170B de l'I-90; sortie 1A de l'I-490                                                                                                 |
| Cuyahoga                                               | Cleveland                            | 247,81              | 398,81              |                     | I-90 est – Centre-ville de Cleveland                                                                                      | Terminus nord; sortie 170B de l'I-90 |
| - Terminus de multiplex - Accès incomplet - Non-ouvert |                                      |                     |                     |                     | | |

## Autoroutes reliées

### Kentucky
- Interstate 471

### Ohio
- Interstate 271
- Interstate 471